# Magnetowid szpulowy

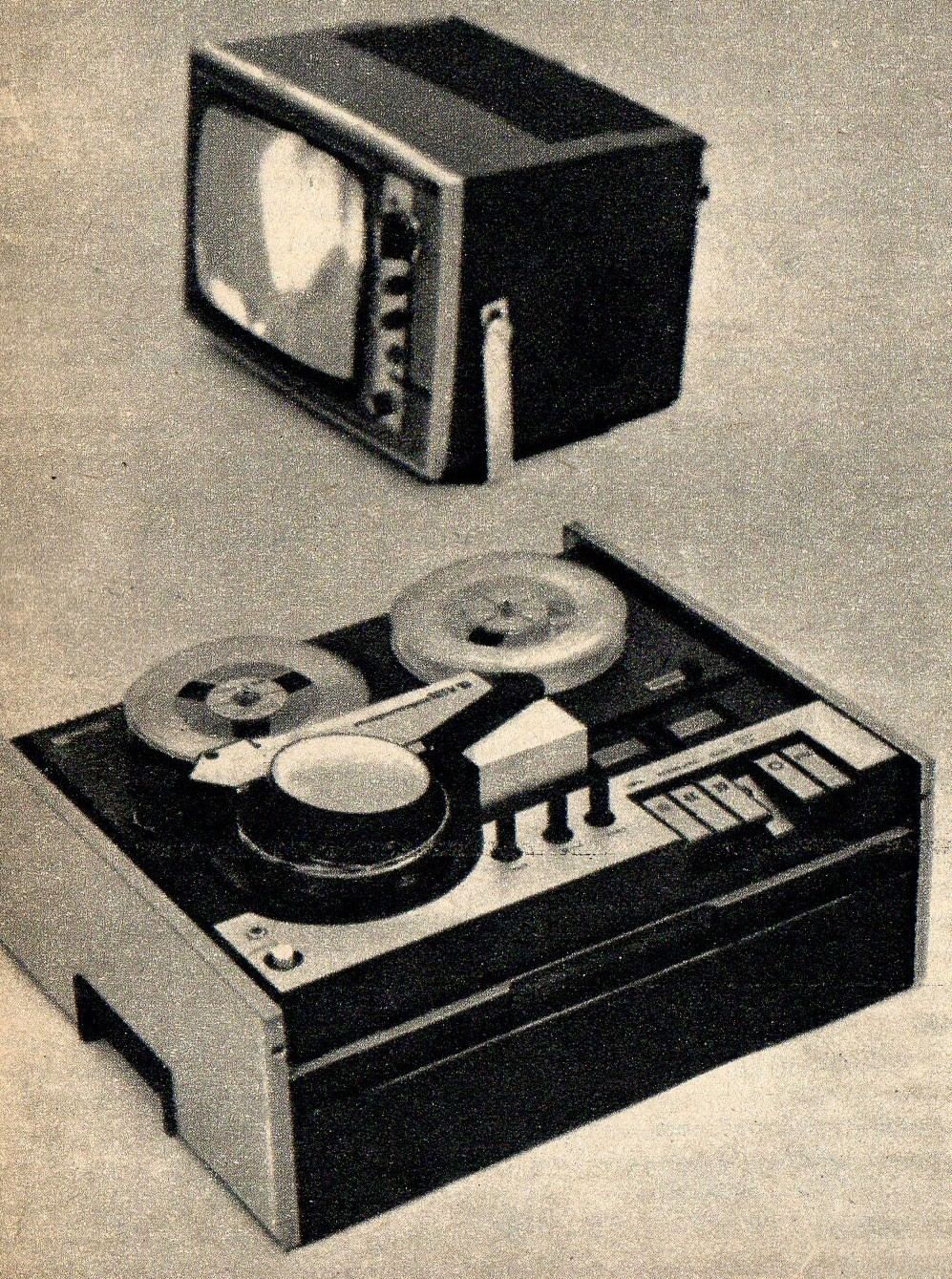
Magnetowid szpulowy MTV 10 oraz telewizor

Magnetowid szpulowy – magnetowid służący do zapisu i odtwarzania obrazu na taśmie magnetycznej nawiniętej na szpulach.
W Polsce magnetowidy szpulowe produkowała firma ZRK. Był to magnetowid MTV 10, zapis odbywał się na taśmie szerokości 1/2 cala z nośnikiem chromowym. Typowe szpule miały średnicę 15 cm.
Charakterystyczną cechą tego magnetowidu był kierunek obrotu szpul. Szpule odwijająca i zwijająca kręcą się w przeciwnych kierunkach, (odwijająca w lewo, zwijająca w prawo). Ułatwia to odróżnienie, czy taśma była przewinięta do założenia, czy wymaga przewinięcia przed odtwarzaniem/zapisem.
Parametry śladów magnetycznych na nośniku były bardzo podobne do systemu magnetowidu kasetowego MTV 20, opartego na mechanizmie kaset współosiowych systemu VCR.